# Königsgraben Tremsdorf
Der Königsgraben Tremsdorf ist ein Meliorationsgraben und ein rechter Zufluss der Nuthe in Brandenburg.

## Verlauf
Der Graben beginnt auf einer landwirtschaftlich genutzten Fläche nördlich von Körzin, einem Gemeindeteil im Ortsteil Zauchwitz der Stadt Beelitz und dort westlich des Blankensees. Er entwässert dort auf einer Länge von rund 2,2 km mit Hilfe zahlreicher, bis zu einem Kilometer langer und teils unregelmäßig verlaufender Gräben eine Niederungsfläche in der Nuthe-Nieplitz-Niederung. Auf diesem Gebiet fließt von Westen auch der Schafgraben zu, der Flächen südwestlich von Stücken, einem Ortsteil der Gemeinde Michendorf, entwässert. In seinem Verlauf nach Nordosten unterquert er westlich des Wohnplatzes Gut Breite die gleichnamige Verbindungsstraße von Blankensee nach Stücken. Anschließend verläuft er rund 2,2 km weiter in nordnordwestlicher Richtung und passiert den östlich gelegenen Grössinsee. Etwa auf mittlerer Höhe des Sees fließt von Westen auf den Ungeheuerwiesen der Grenzgraben zu. Der Graben verläuft östlich der namensgebenden Gemeinde Tremsdorf und entwässert schließlich rund 340 m südlich der Bundesautobahn 10 in die Nuthe.